# Skoki do wody na Igrzyskach Panamerykańskich 2011
Skoki do wody na Igrzyskach Panamerykańskich 2011 odbywały się w dniach 26–29 października 2011 roku. Sześćdziesięcioro zawodników obojga płci rywalizowało w Scotiabank Aquatics Center łącznie w ośmiu konkurencjach, czterech indywidualnych i czterech synchronicznych.

## Podsumowanie

### Klasyfikacja medalowa
| Klasyfikacja medalowa | Klasyfikacja medalowa | Klasyfikacja medalowa | Klasyfikacja medalowa | Klasyfikacja medalowa | Klasyfikacja medalowa |
| Miejsce               | Państwo               | Złoto                 | Srebro                | Brąz                  | Razem                 |
| --------------------- | --------------------- | --------------------- | --------------------- | --------------------- | --------------------- |
| 1                     | Meksyk                | 8                     | 3                     | 1                     | 12                    |
| 2                     | Stany Zjednoczone     | 0                     | 2                     | 2                     | 4                     |
| 3                     | Kanada                | 0                     | 2                     | 1                     | 3                     |
| 4                     | Kuba                  | 0                     | 1                     | 2                     | 3                     |
| 5                     | Brazylia              | 0                     | 0                     | 1                     | 1                     |
| =                     | Kolumbia              | 0                     | 0                     | 1                     | 1                     |
| Razem                 | Razem                 | 8                     | 8                     | 8                     | 24                    |

### Medaliści
| Konkurencja                   | 1. miejsce                               | 1. miejsce | 2. miejsce                                       | 2. miejsce | 3. miejsce                                      | 3. miejsce |
| Mężczyźni                     | Mężczyźni                                | Mężczyźni  | Mężczyźni                                        | Mężczyźni  | Mężczyźni                                       | Mężczyźni  |
| ----------------------------- | ---------------------------------------- | ---------- | ------------------------------------------------ | ---------- | ----------------------------------------------- | ---------- |
| Trampolina 3 m indywidualnie  | Yahel Castillo                           | 529,45     | Julián Sánchez                                   | 480,65     | César de Castro                                 | 462,15     |
| Wieża 10 m indywidualnie      | Ivan García                              | 553,80     | Rommel Pacheco                                   | 508,20     | Sebastián Villa                                 | 471,05     |
| Trampolina 3 m synchronicznie | Meksyk · Yahel Castillo · Julián Sánchez | 457,32     | Stany Zjednoczone · Troy Dumais · Kristian Ipsen | 411,99     | Kuba · René Hernández · Jorge Pupo              | 384,33     |
| Wieża 10 m synchronicznie     | Meksyk · Ivan García · Germán Sánchez    | 479,88     | Kuba · Jeinkler Aguirre · José Guerra            | 447,57     | Kanada · Kevin Geyson · Eric Sehn               | 399,93     |
| Kobiety                       |                                          |            |                                                  |            |                                                 |            |
| Trampolina 3 m indywidualnie  | Laura Sánchez                            | 374,60     | Cassidy Krug                                     | 372,65     | Paola Espinosa                                  | 356,20     |
| Wieża 10 m indywidualnie      | Paola Espinosa                           | 370,60     | Tatiana Ortiz                                    | 369,05     | Meaghan Benfeito                                | 358,20     |
| Trampolina 3 m synchronicznie | Meksyk · Paola Espinosa · Laura Sánchez  | 338,70     | Kanada · Jennifer Abel · Emilie Heymans          | 336,30     | Stany Zjednoczone · Kassidy Cook · Cassidy Krug | 319,50     |
| Wieża 10 m synchronicznie     | Meksyk · Paola Espinosa · Tatiana Ortiz  | 326,31     | Kanada · Meaghan Benfeito · Roseline Filion      | 318,66     | Kuba · Yaima Mena · Annia Rivera                | 269,28     |